# Acid phenylacetic
Axit phenylacetic (PAA) là một hợp chất hữu cơ có chứa một nhóm chức phenyl và một nhóm chức axit carboxylic với công thức là C8H8O2, khối lượng phân tử là 136,15 g/mol, mật độ 1,08 g/cm³ và nhiệt độ sôi là 265,5 °C. Nó là một chất rắn màu trắng với mùi khó chịu, hòa tan trong một số loại dầu cố định, glycerin nhưng không tan trong nước. Đồng thời, nó cũng là một catabolite của phenylalanine. Đây là một thành phần được sử dụng trong công nghiệp sản xuất phenylacetone.
Axit phenylacetic là một auxin(một loại hoocmon thực vật)  và được tìm thấy chủ yếu trong trái cây. Ngoài ra, phân tử này được sử dụng làm thuốc chống vi trùng. Nó cũng là sản phẩm oxy hóa của phenethylamine ở người sau quá trình trao đổi chất bởi monoamine oxidase và chuyển hóa sau đó của sản phẩm trung gian, phenylacetaldehyde, bởi enzym dehydrogenase aldehyde; những enzym này cũng được tìm thấy trong nhiều sinh vật khác.

## Các ứng dụng
Axit phenylacetic được sử dụng trong một số loại nước hoa, vì nó có mùi mật ong ở nồng độ thấp. Nó cũng được sử dụng trong sản xuất penicillin G và sản xuất diclofenac. Axit phenylacetic cũng được sử dụng để điều trị tăng huyết áp loại II để giúp làm giảm lượng amonia trong máu của bệnh nhân bằng cách tạo ra phenylacetyl-CoA, sau đó phản ứng với glutamine giàu nitơ để tạo thành phenylacetylglutamine. Hợp chất này sau đó được tiết ra bởi cơ thể bệnh nhân. Nó cũng được sử dụng trong sản xuất phenylacetone và trong sản xuất methamphetamine.
Ứng dụng trong sản xuất thuốc
1. Camylofin được làm từ BnCO2H trong phản ứng 3 bước bao gồm một halogen hóa Hell-Volhard-Zelinsky, este hóa axit bromide với izoamylalcohol, và sau đó phản ứng của alkylbromide còn lại với 2- (dethylamino) ethylamine.
2. Phản ứng của axit phenylacetic với o-Phenylenediamine được sử dụng để làm cho Bendazol.
3. Tổng hợp của Triafungin.
4. Halogen hóa axit phenylacetic với phenylacetyl chloride và với urea cung cấp cho các sản phẩm phenacemide.
5. Một phản ứng Schotten-Baumann được sử dụng trong tổng hợp Lorcainide.
6. Thuốc chống đông máu như Phenindione
7. Pirprofen
8. Cyclopentolate